# Viktor Svensson (1862–1941)
Karl Viktor Svensson, född 21 april 1862 i Gullabo församling, Kalmar län, död 18 juni 1941 i Gullabo församling, Kalmar län, var en svensk folkmusiker.

## Biografi
Viktor Svensson föddes 1862 i Bastubo, Gullabo socken. Han började vid 16 års ålder att spel fiol och fick sina melodier av ställmakaren Anders Svensson i Gullabo. Svensson kom att arbeta som lantbrukare i Bastubo. Han avled 1936 i Markaryds socken.

## Upptecknade låtar
Upptecknade låtar år 1932 av Olof Andersson efter Svensson.
- Vals i G-dur.[3]
- Vals i A-dur.[3]
- Polska i G-dur.[3]
- Polska i G-dur.[3]
- Polkett i A-dur, efter Sven Thorholm.[3]
- Polska i D-dur, efter Anders Svensson.[3]
- Polska i D-dur.[3]